# Anne Chevalier
Anne Irma Ruahrei Chevalier, plus connue sous le surnom de Reri, est une actrice et danseuse franco-polynésienne née le 18 décembre 1912 à Papeete et morte le 13 janvier 1977 à Tahiti.

## Biographie

### Enfance et jeunesse
Anne Chevalier, née d'un père français et d'une mère polynésienne, est la septième de sa fratrie. Très croyante, elle reçoit dès son plus jeune âge une éducation très stricte issue de l’école catholique pour jeunes filles à Papeete.

### Carrière cinématographique
À l’âge de 16 ans, Anne est repérée par le réalisateur allemand Friedrich Wilhelm Murnau pour incarner le rôle principal d’une jeune Polynésienne dans son film muet Tabou. Le film évoque l’histoire d’un jeune couple confronté à l’acharnement des dieux. 
Grâce à son personnage de Reri, l’actrice gagne une renommée internationale, mais ne se défait pas du nom et des caractéristiques attribués à ce rôle.
Après le tournage de Tabou, elle suit Murnau aux États-Unis, car il souhaite la faire danser dans son prochain film. Le projet n’aboutit pas puisque le réalisateur allemand décède le 11 mars 1931 dans un accident de voiture.
Elle continue néanmoins à faire la promotion de Tabou et passe près d’un an là-bas. Elle apparaît dans le show de Ziegfeld Follies en 1931 et visite de nombreux studios d'Hollywood.
Par la suite, Anne Chevalier poursuit sa carrière d'actrice dans le film Black Pearl (1934) du réalisateur polonais Michał Waszyński, puis dans The Hurricane (1937) de John Ford et dans L'Ouragan d'Emilio Fernández.

### Vie privée
Lors de son séjour en Europe pour le tournage de Black Pearl, Anne tombe amoureuse de l’acteur Eugeniusz Bodo, avec qui elle partage l’affiche du film. Le couple décide de s’afficher au grand jour, ce qui incite les médias polonais à créer des rumeurs autour d’un éventuel mariage. Le couple finit par se séparer peu après la médiatisation.
Anne Chevalier décide alors de retourner à Tahiti et d’y vivre recluse. Elle y meurt en 1977.

## Filmographie
- 1931 : Tabou de Friedrich Wilhelm Murnau
- 1934 : Black Pearl (en) de Michał Waszyński
- 1937 : The Hurricane de John Ford

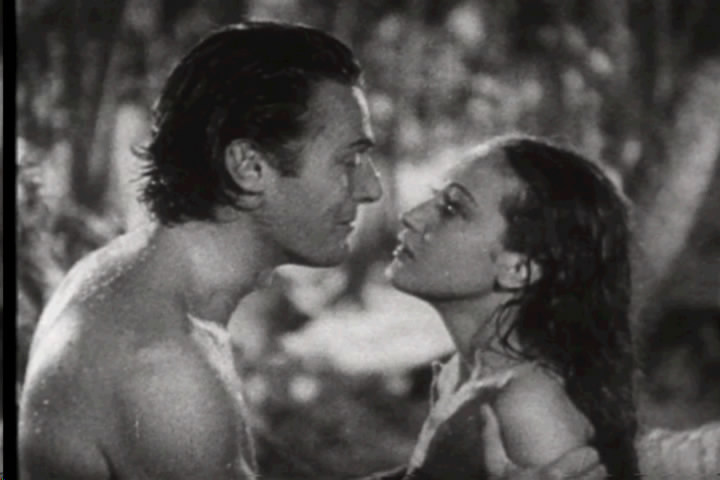
The Hurricane (1937)
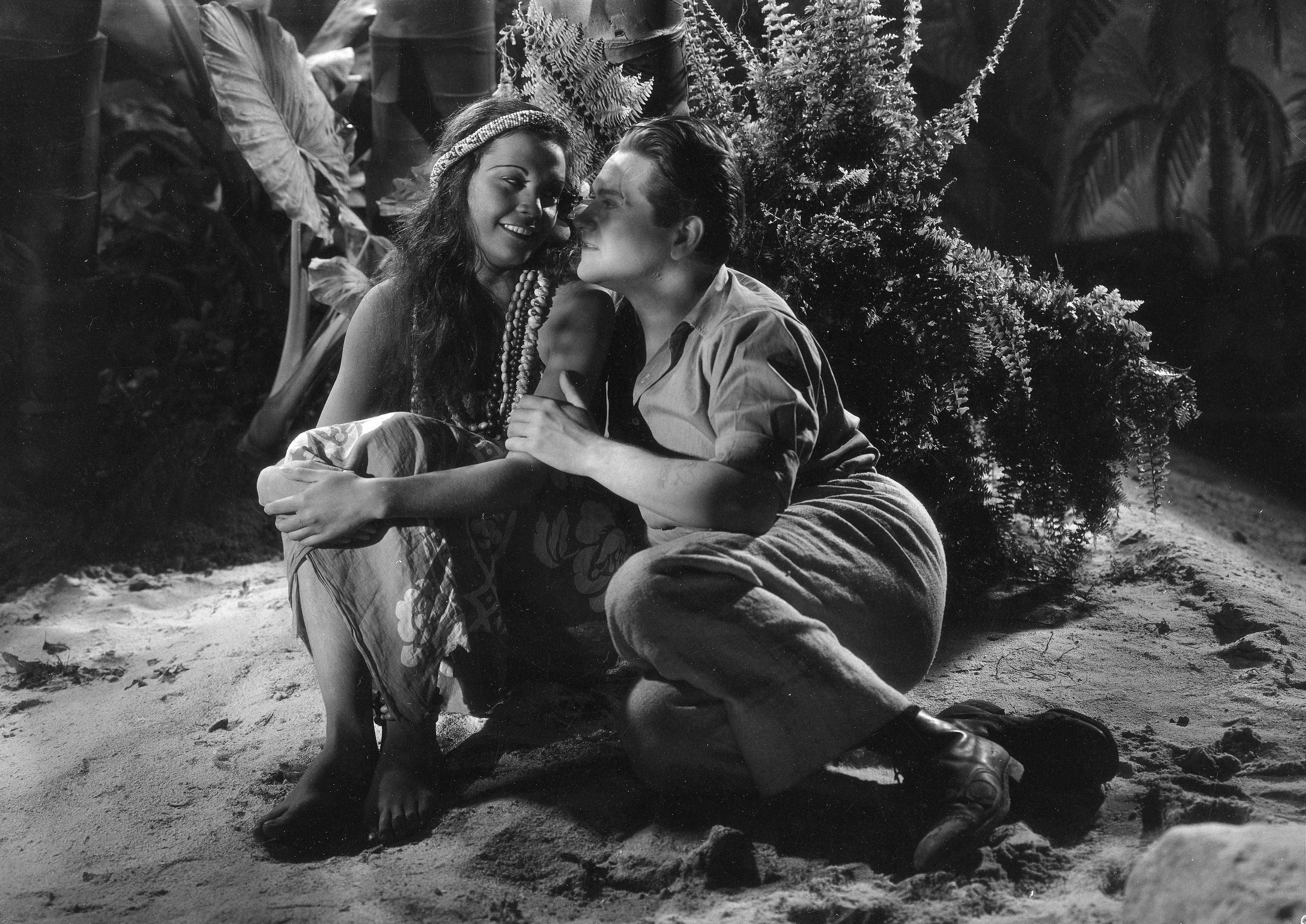
Black Pearl (1934)
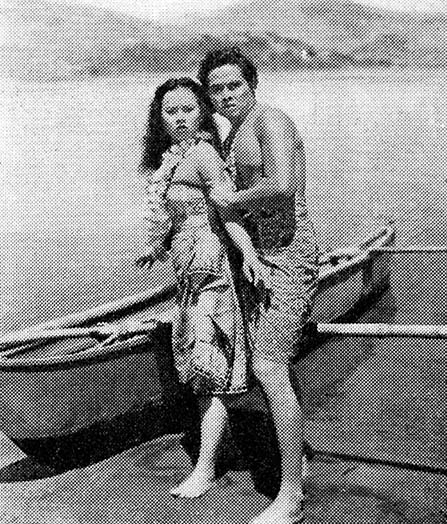
Tabou (1931)